# Bheu Januário
Bheu António Januário (ur. 11 sierpnia 1993 w Beirze) – mozambicki piłkarz grający na pozycji prawego obrońcy. Od 2019 jest zawodnikiem klubu UD Songo.

## Kariera klubowa
Swoją karierę piłkarską Januário rozpoczął w klubie Liga Desportiva de Maputo. W 2014 roku zadebiutował w jego barwach w pierwszej lidze mozambickiej. Wraz z nim wywalczył mistrzostwo Mozambiku w sezonie 2014 i Puchar Mozambiku w 2015. W 2017 roku wyjechał do Portugalii i w sezonie 2017/2018 występował w dwóch drugoligowych klubach, najpierw CD Nacional, a następnie AD Fafe. W 2019 wrócił do Mozambiku i został zawodnikiem UD Songo. Został z nim mistrzem kraju w sezonie 2022 oraz wicemistrzem i zdobywcą krajowego pucharu w sezonie 2019.

## Kariera reprezentacyjna
W reprezentacji Mozambiku Januário zadebiutował 4 czerwca 2016 w wygranym 3:2 meczu kwalifikacji do Pucharu Narodów Afryki 2017 z Rwandą, rozegranym w Kigali.